# Anton Adolph Schmoll genannt Eisenwerth

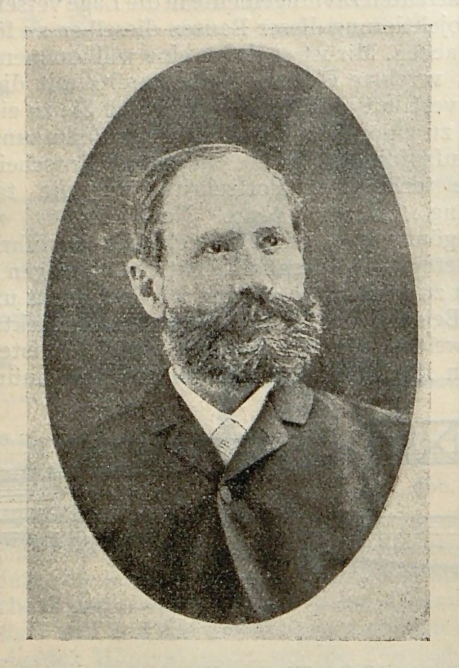
Anton Adolph Schmoll gen. Eisenwerth (1834–1918)

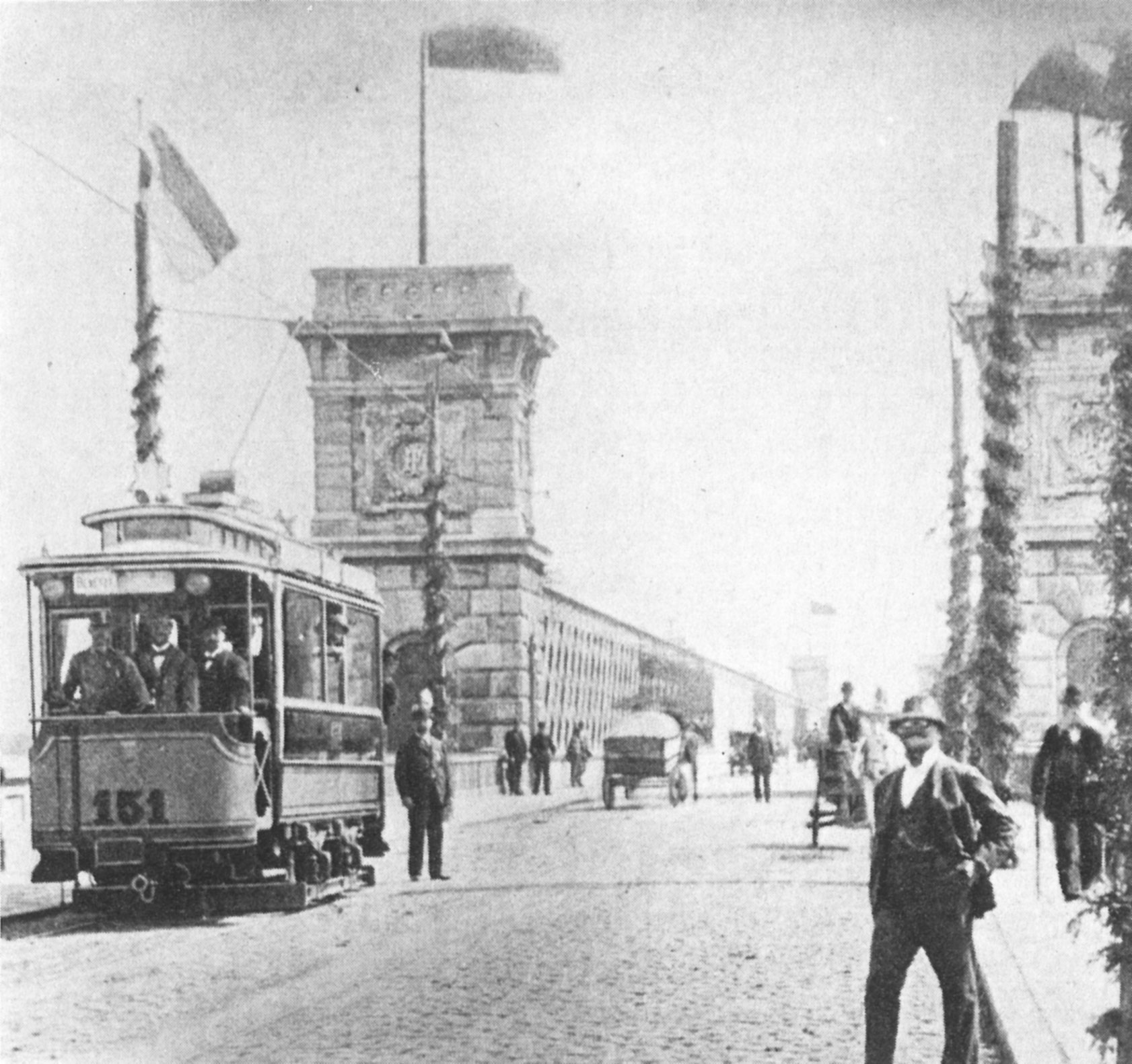
Kronprinz-Rudolph-Brücke in Wien

Anton Adolph Schmoll genannt Eisenwerth (* 1834 in St. Wendel; † 3. Februar 1918 in Darmstadt) war ein deutscher Brückenbau- und Wasserbauingenieur.

## Leben und Wirken
Der Sohn des Geodäten Carl Alexander Schmoll genannt Eisenwerth (* 1802) war nach seiner Berufsausbildung in Saarbrücken zunächst etwa 15 Jahre für ein Unternehmen in Paris als Brücken- und Hafeningenieur in Frankreich und Nordafrika tätig.

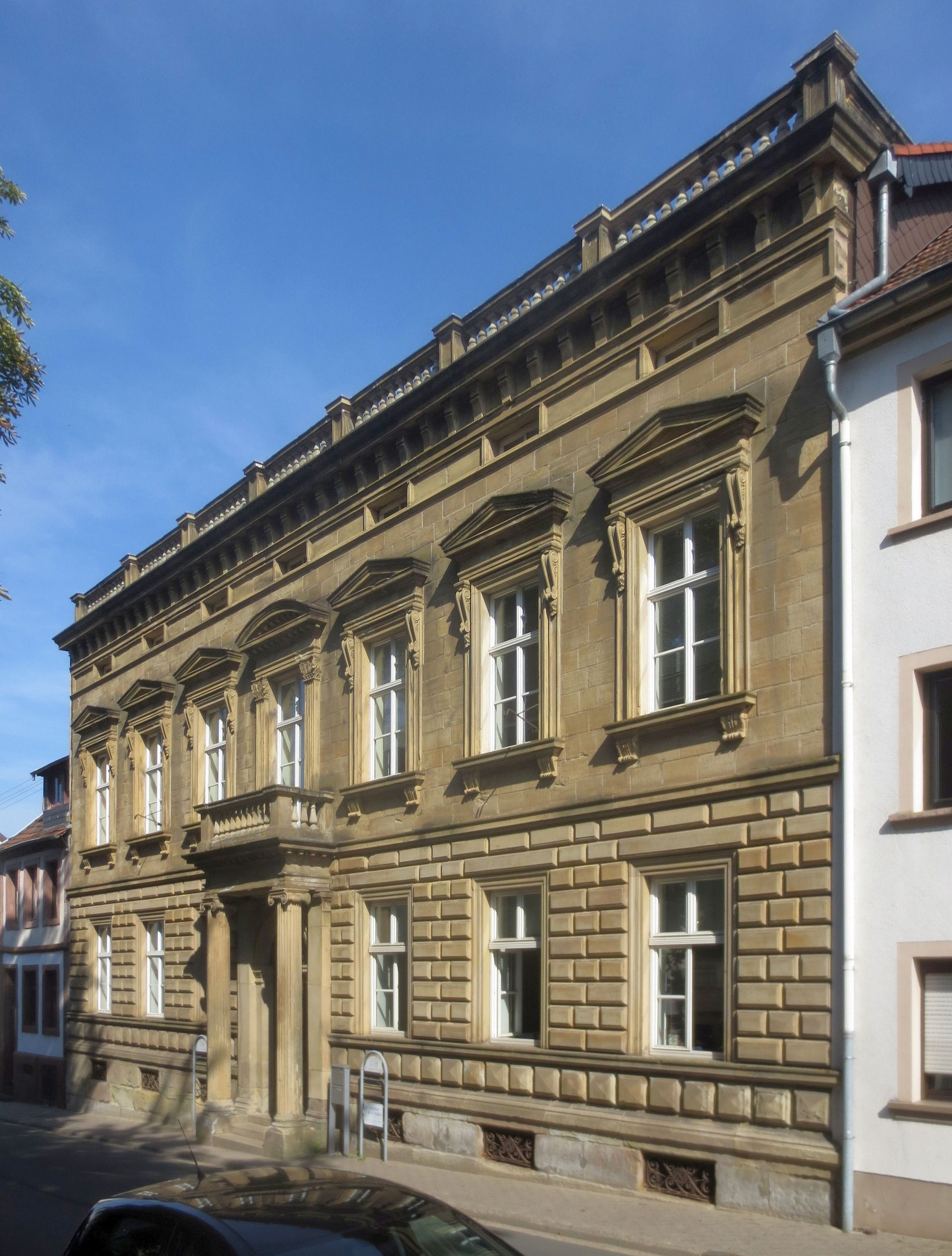
Schmollsches Haus in St. Wendel

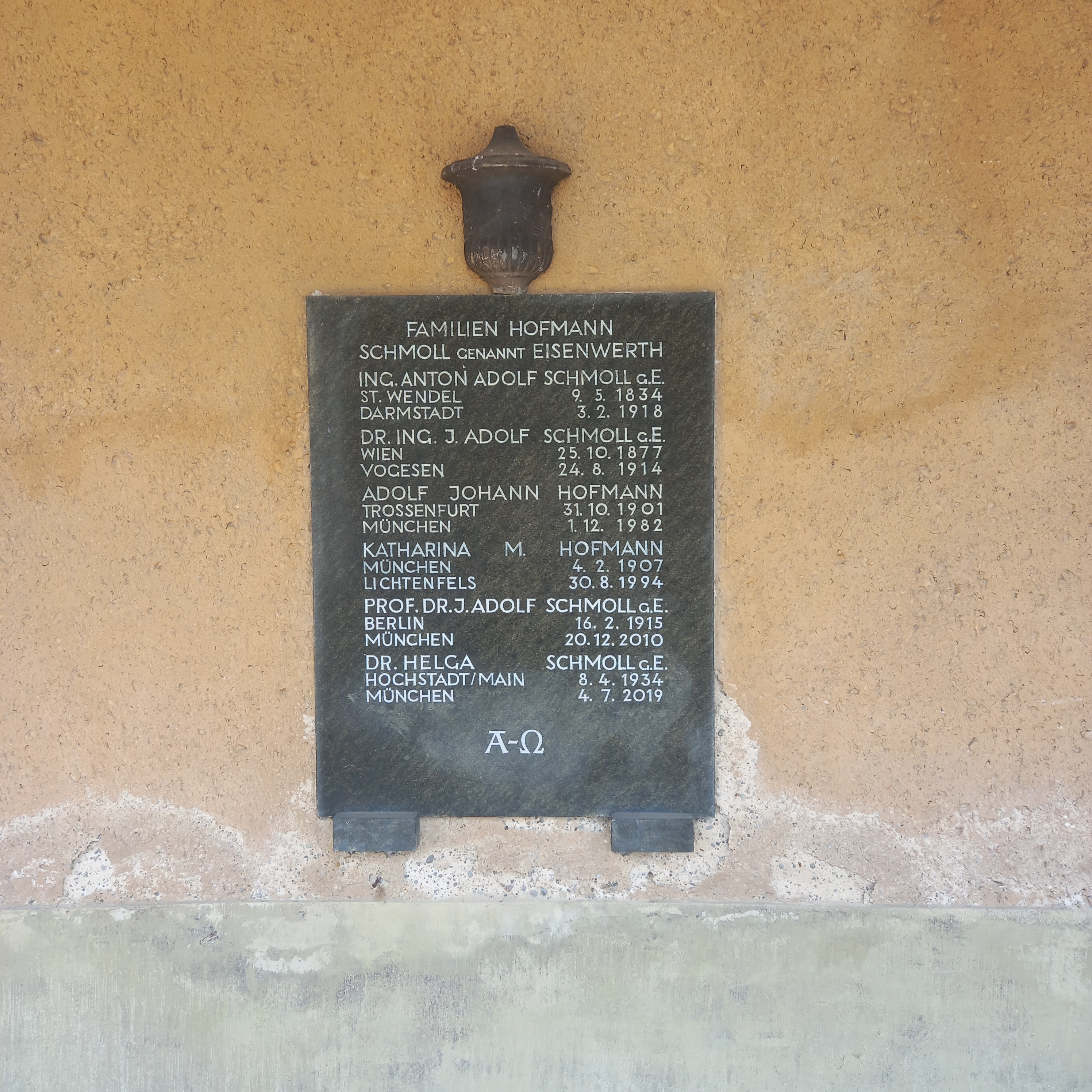
Das Grab von Anton Adolph Schmoll genannt Eisenwerth im Familiengrab auf dem Waldfriedhof Darmstadt

Später machte er sich in Wien gemeinsam mit österreichischen Kompagnons (den aus Böhmen stammenden Eisenunternehmern Klein und dem Ingenieur Ernst Gaertner) unter der Firma Gebr. Klein, A. Schmoll & E. Gaertner selbständig und spezialisierte sich auf den Bau von Eisenbahnbrücken.
Von ihm stammen etwa 60 Brücken, unter anderem in Prag, Salzburg und Gebieten der östlichen Österreichisch-Ungarischen Monarchie (in Ungarn und dem späteren Jugoslawien). Sein Hauptwerk war die 1873–1876 erbaute Wiener Reichsbrücke (ursprünglich Kronprinz-Rudolph-Brücke genannt) über die Donau, damals das größte Brückenbau-Projekt der Doppelmonarchie. Schon 1873 baute er sich in seiner saarländischen Heimatstadt auf dem seinem Vater abgekauften Grundstück ein Palais im Stil der Wiener Ringstraße, das heute noch so genannte und unter Denkmalschutz stehende Schmollsche Haus und übersiedelte später mit seiner Ehefrau Josephine Schmoll gen. Eisenwerth geb. Uhl, einer Schwester des Wiener Malers Louis Uhl, samt deren Eltern, ihrer Schwester und seinen sechs in Wien geborenen Kindern dorthin. Später zog er nach Darmstadt, wo sein Sohn Josef Adolf studierte (und promovierte).
Schmoll beschäftigt sich ab den 1860er Jahren mit Fotografie, fertigte sich eine große Kamera an (heute als Leihgabe im Münchner Stadtmuseum), mit der er seine Brücken aufnahm, und entwickelte 1886 für diese Kamera einen Fallverschluss.

## Ehrungen
- 21. August 1876: Verleihung des Ritterkreuzes des  Franz-Joseph-Ordens (anlässlich der feierlichen Eröffnung der Kronprinz-Rudolf Brücke (Reichsbrücke)[6]
- 30. Oktober 1876: Audienzempfang bei Kaiser Franz Joseph I.[7]
- Um 1952: Benennung der Schmollstraße in St. Wendel[2]

## Familie
Anton Adolph Schmoll genannt Eisenwerth war der Vater von sechs Kindern, darunter vier Söhne:
- Josef Adolf Schmoll genannt Eisenwerth (* 1877; † 24. August 1914), Ingenieur, Vater des bekannten Kunsthistorikers Josef Adolf Schmoll genannt Eisenwerth (1915–2010)
- Karl Schmoll von Eisenwerth (1879–1948), österreichischer Maler, Grafiker und Glaskünstler des Jugendstils
- Gustav Schmoll genannt Eisenwerth (1881–1916), Architekt
- Fritz Schmoll genannt Eisenwerth (1883–1963), Kunstgewerbler, Innenarchitekt und Bildhauer des Jugendstils

## Schriften
- Der Winkelspiegel in Taschenformat. In: Zeitschrift des Vereines Deutscher Ingenieure, 21. Jahrgang 1877, Sp. 420–422. (online bei der Bayerischen Staatsbibliothek)
- Mittheilungen über pneumatische Fundirungen und Erfahrungs-Resultate über die dabei vorkommenden Reibungs-Widerstände. In: Zeitschrift des Vereines Deutscher Ingenieure, 21. Jahrgang 1877, Sp. 433–456. (online bei der Bayerischen Staatsbibliothek)
- Beitrag zur Geschichte der Druckluftgründung, insbesondere ihre Anwendung beim Bau der Eisenbahnbrücke über den Rhein nächst Kehl (1859). In: Zeitschrift des Österreichischen Ingenieur- und Architekten-Vereines, 50. Jahrgang 1898, Nr. 35 (vom 2. September 1898), S. 513–518. (online bei ANNO) / Nr. 36, S. 525–530. (online bei ANNO)